# 御宅族的錄影帶
《御宅族的錄影帶》是日本动画公司GAINAX于1991年推出的OVA动画。全2話，各50分钟，由森健导演。作品讲述一个普通大学生变成御宅族的故事，探讨了御宅族的生活和文化。动画中还穿插有对御宅族的真人采访。

## 故事
1982年，主人公久保健是一名普通的大学生。某日与高中友人田中的偶遇，给久保的生活带来很大的变化。田中是一位动画爱好者，他向久保介绍同人社团的伙伴。在他们的各种调教下，久保觉醒了御宅族趣味。
1985年，久保和田中设立了手办模型公司「G.P」，业绩蒸蒸日上。后来，竞争对手控制了他们的企业。他们离开「G.P」后，重新振作又创立了动画制作公司「G.X」。终于在1999年实现梦想的「东京御宅族乐园」。

## 反响
ForBes编者表示，这部动画不仅展示了御宅族在1980年代和1990年代的情况，还预言了未来。